# Уиттман, Рэнди
Рэнди Скотт Уиттман (англ. Randy Scott Wittman; родился 28 октября 1959, Индианаполис, Индиана, США) — американский профессиональный баскетболист и тренер, работавший главным тренером в клубах Национальной баскетбольной ассоциации «Кливленд Кавальерс», «Миннесота Тимбервулвз» и «Вашингтон Уизардс».

## Ранние годы
Рэнди Уиттман родился в городе Индианаполис (штат Индиана), учился в Индианаполисской школе имени Бена Дэвиса, в которой играл за местную баскетбольную команду, где был лучшим игроком, набирая в среднем за игру по 23,25 очка, и занимал по этому показателю второе место (после Вернона Эванса) за всю историю школы.

## Студенческая карьера
В 1983 году Уиттман закончил Индианский университет в Блумингтоне, где в течение пяти лет выступал за команду «Индиана Хузерс», в которой провёл успешную карьеру, набрав в итоге 1549 очков, 405 подборов, 432 передачи, 97 перехватов и 13 блок-шотов, к тому же три раза помогал выиграть своей команде регулярный чемпионат конференции Big Ten (1980—1981, 1983), а также четыре раза подряд — турнир конференции Big Ten (1980—1983). Кроме того «Хузерс» четыре года подряд выходили в плей-офф студенческого чемпионата США, а в 1981 году стали чемпионами Национальной ассоциации студенческого спорта (NCAA), обыграв в финале команду «Северная Каролина Тар Хилз» (63—50)

## Карьера в НБА
Играл на позиции атакующего защитника и лёгкого форварда. В 1983 году был выбран на драфте НБА под 22-м номером командой «Вашингтон Буллетс», однако не провёл за неё ни одного матча, а сразу был обменян в клуб «Атланта Хокс». Позже выступал за команды «Сакраменто Кингз» и «Индиана Пэйсерс». Всего в НБА провёл 9 сезонов. В 1983 году включался во 2-ю всеамериканскую сборную NCAA. Всего за карьеру в НБА сыграл 543 игры, в которых набрал 4034 очка (в среднем 7,4 за игру), сделал 760 подборов, 1201 передачу, 257 перехватов и 65 блок-шотов.
Свои лучшие годы в качестве игрока НБА Уиттман провёл в «Атланта Хокс», в рядах которых он выступал на протяжении пяти сезонов (1983—1988) вместе с Доком Риверсом и Спадом Уэббом. Самым лучшим в его карьере был сезон 1985/1986 годов, в котором он сыграл в 81-й игре, набирая в среднем за матч 12,9 очка и делая 2,1 подбора, 3,8 передачи, 1,0 перехвата и 0,2 блок-шота.

## Тренерская карьера
После завершения профессиональной карьеры Уиттман сразу же устроился на должность ассистента главного тренера в родную команду «Индиана Пэйсерс» (1992—1993), в которой выступал на протяжении трёх лет, будучи игроком. Затем один сезон работал на должности ассистента главного тренера в клубе «Даллас Маверикс» (1993—1994), после чего в том же ранге десять лет входил в тренерский штаб «Миннесота Тимбервулвз», причём два раза уходил и два раза возвращался в команду (1994—1999, 2001—2005, 2006—2007). В перерывах впервые попробовал себя в роли главного тренера в «Кливленд Кавальерс» (1999—2001), правда без особого успеха (62 победы при 102 поражениях за два сезона), а также работал помощником в «Орландо Мэджик» (2005—2006). Наконец 23 января 2007 года после долгих лет работы ассистентом Уиттман встал у руля «Тимбервулвз», сменив уволенного Дуэйна Кейси, однако на этот раз его команда играла ещё хуже (38—105), поэтому 8 декабря 2008 года, после плохого старта в сезоне 2008/2009 годов (4—15), владелец клуба Глен Тейлор уволил его.
После увольнения он перебрался в «Вашингтон Уизардс», где также поначалу работал помощником (2009—2012), а 24 января 2012 года сменил Флипа Сондерса, став временно исполняющим обязанности главного тренера. 4 июня 2012 года, несмотря на отрицательную разницу побед и поражений в прошлом сезоне (18—31), Уиттман избавился от приставки и. о. и подписал полноценный контракт с командой. 14 апреля 2016 года, «Вашингтон» уволил Уиттман с поста главного тренера.

## Личная жизнь
Сын Рэнди Уиттмана, Райан Уиттман, в 2010 году закончил Корнеллский университет, где в течение четырёх лет играл за команду «Корнелл Биг Ред», выступающую в лиге плюща. Райан был главной звездой команды и помог ей вернуться на лидирующие позиции в лиге, впервые за последние 20 лет. «Биг Ред» три года подряд выигрывали регулярный чемпионат и турнир лиги плюща (2008—2010), а в 2010 году одержали первые в своей истории победы в плей-офф студенческого чемпионата США, выиграв у команд «Темпл Оулс» и «Висконсин Бэджерс», дойдя до 1/8 финала NCAA (англ. Sweet Sixteen).

## Статистика

### Статистика в НБА
| Сезон                                                                                    | Команда    | Регулярный сезон | Регулярный сезон | Регулярный сезон | Регулярный сезон | Регулярный сезон | Регулярный сезон | Регулярный сезон | Регулярный сезон | Регулярный сезон | Регулярный сезон | Регулярный сезон | Серия плей-офф | Серия плей-офф | Серия плей-офф | Серия плей-офф | Серия плей-офф | Серия плей-офф | Серия плей-офф | Серия плей-офф | Серия плей-офф | Серия плей-офф | Серия плей-офф |
| Сезон                                                                                    | Команда    | GP               | GS               | MPG              | FG%              | 3P%              | FT%              | RPG              | APG              | SPG              | BPG              | PPG              | GP             | GS             | MPG            | FG%            | 3P%            | FT%            | RPG            | APG            | SPG            | BPG            | PPG            |
| ---------------------------------------------------------------------------------------- | ---------- | ---------------- | ---------------- | ---------------- | ---------------- | ---------------- | ---------------- | ---------------- | ---------------- | ---------------- | ---------------- | ---------------- | -------------- | -------------- | -------------- | -------------- | -------------- | -------------- | -------------- | -------------- | -------------- | -------------- | -------------- |
| 1983/84                                                                                  | Атланта    | 78               | 1                | 13,7             | 50,3             | 40,0             | 60,9             | 0,9              | 0,9              | 0,2              | 0,0              | 4,5              | 5              | 0              | 19,2           | 54,1           | 0,0            | 0,0            | 1,8            | 2,2            | 0,2            | 0,0            | 8,0            |
| 1984/85                                                                                  | Атланта    | 41               | 22               | 28,5             | 53,1             | 28,6             | 73,2             | 1,8              | 3,0              | 0,7              | 0,2              | 9,9              | Не участвовал  | Не участвовал  | Не участвовал  | Не участвовал  | Не участвовал  | Не участвовал  | Не участвовал  | Не участвовал  | Не участвовал  | Не участвовал  | Не участвовал  |
| 1985/86                                                                                  | Атланта    | 81               | 79               | 34,1             | 53,0             | 31,3             | 77,0             | 2,1              | 3,8              | 1,0              | 0,2              | 12,9             | 9              | 9              | 38,7           | 51,8           | 0,0            | 69,2           | 2,7            | 3,3            | 1,1            | 0,1            | 17,8           |
| 1986/87                                                                                  | Атланта    | 71               | 65               | 28,9             | 50,3             | 33,3             | 78,7             | 1,7              | 3,0              | 0,5              | 0,2              | 12,7             | 9              | 9              | 33,3           | 55,4           | 0,0            | 82,4           | 2,0            | 3,3            | 0,4            | 0,4            | 16,4           |
| 1987/88                                                                                  | Атланта    | 82               | 82               | 29,4             | 47,8             | 0,0              | 79,8             | 2,1              | 3,7              | 0,6              | 0,2              | 10,0             | 12             | 12             | 28,7           | 54,1           | 0,0            | 71,4           | 2,2            | 3,6            | 0,6            | 0,1            | 11,4           |
| 1988/89                                                                                  | Сакраменто | 31               | 2                | 13,4             | 42,7             | 50,0             | 72,7             | 0,8              | 1,0              | 0,3              | 0,0              | 3,8              | Не участвовал  | Не участвовал  | Не участвовал  | Не участвовал  | Не участвовал  | Не участвовал  | Не участвовал  | Не участвовал  | Не участвовал  | Не участвовал  | Не участвовал  |
| 1988/89                                                                                  | Индиана    | 33               | 11               | 21,3             | 47,3             | 50,0             | 63,2             | 1,6              | 2,4              | 0,4              | 0,1              | 5,2              | Не участвовал  | Не участвовал  | Не участвовал  | Не участвовал  | Не участвовал  | Не участвовал  | Не участвовал  | Не участвовал  | Не участвовал  | Не участвовал  | Не участвовал  |
| 1989/90                                                                                  | Индиана    | 61               | 0                | 8,9              | 50,8             | 50,0             | 83,3             | 0,5              | 0,6              | 0,1              | 0,1              | 2,1              | 2              | 0              | 5,5            | 0,0            | 0,0            | 0,0            | 0,5            | 0,0            | 0,0            | 0,0            | 0,0            |
| 1990/91                                                                                  | Индиана    | 41               | 0                | 8,7              | 44,3             | 0,0              | 66,7             | 0,8              | 0,6              | 0,2              | 0,1              | 1,8              | 1              | 0              | 6,0            | 100,0          | 0,0            | 0,0            | 0,0            | 1,0            | 0,0            | 0,0            | 2,0            |
| 1991/92                                                                                  | Индиана    | 24               | 0                | 4,8              | 42,1             | 0,0              | 50,0             | 0,4              | 0,5              | 0,1              | 0,0              | 0,7              | Не участвовал  | Не участвовал  | Не участвовал  | Не участвовал  | Не участвовал  | Не участвовал  | Не участвовал  | Не участвовал  | Не участвовал  | Не участвовал  | Не участвовал  |
|                                                                                          | Всего      | 543              | 262              | 21,4             | 50,1             | 32,1             | 75,3             | 1,4              | 2,2              | 0,5              | 0,1              | 7,4              | 38             | 30             | 29,1           | 53,7           | 0,0            | 74,0           | 2,1            | 3,0            | 0,6            | 0,2            | 12,8           |
| Наведите курсор мыши на аббревиатуры в заголовке таблицы, чтобы прочесть их расшифровку. |            |                  |                  |                  |                  |                  |                  |                  |                  |                  |                  |                  |                |                |                |                |                |                |                |                |                |                |                |